# Веселин Стоянов
Веселин Анастасов Стоянов е български композитор, пианист, музикален педагог и общественик. Почетен гражданин на Велики Преслав.

## Биография
Роден на 20 април 1902 година в Шумен, в семейството на Анастас Стоянов. Родствени връзки сближават семейството с Добри Войников. Музиката заема важно място в живота на Веселин Стоянов още в детските му години. Той учи пиано първоначално при баща си, а след това – от 1922 година – при своя брат Андрей Стоянов в Държавната музикална академия. Там той проявява качествата си и таланта на пианист с големи възможности. Завършва Музикалната академия като пианист през 1926 година.
Неговата всестранна надареност неудържимо го влече към творчество и през 1926 година той заминава за Виена. Там изучава композиция при проф. Франц Шмид, пиано при проф. Виктор Ебенщайн и известно време при проф. Пол дьо Кон. В тези години съзрява талантът на композитора и укрепва високото му изпълнителско майсторство. През 1930 година Стоянов се завръща в България и се включва активно в обществено-музикалния живот. Участва в дружеството „Съвременна музика“, концертира, създава редица произведения.
През 1937 година започва преподавателска дейност, а по-късно става професор по музикално-теоретични дисциплини в Държавната музикална академия. В своята педагогическа дейност Веселин Стоянов издига равнището на музикалната теория в България. Под неговото вещо ръководство израства и укрепва цяло поколение български композитори: Тодор Попов, Димитър Петков, Стефан Ременков, Александър Текелиев, Иван Маринов и др.
Жизнената натура на Стоянов, неговото чувство за хумор се проявяват особено силно в музикално-сценичния жанр. През 1958 година се появява операта „Хитър Петър“, в която оживяват образите на старата народна приказка, а през 1966 година е завършен и балетът „Папеса Йоанна“, от който са извлечени две сюити за оркестър.
Веселин Стоянов умира на 29 юни 1969 година в София.
Стоянов е герой на социалистическия труд и лауреат на Димитровска награда.

## Памет
На Веселин Стоянов е наречена улица в квартал „Драгалевци“ в София (Карта).

## Произведения
Оркестрова музика
- Две симфонии
- Гротескна симфонична сюита „Бай Ганю“
- Празнична увертюра“
- Симфоничната поема „Кървава песен“
- Рапсодия за симфоничен оркестър

Концерти
- Три концерта за пиано и оркестър
- Концерт за цигулка и оркестър
- Концерт за виолончело и оркестър
- Концертино за цигулка

Опери
- „Женско царство“, либрето Стефан Костов по едноименната му комедия (София, 1935)
- „Саламбо“, либрето Борис Борозанов по романа „Саламбо“ на Густав Флобер (София, 1940)
- „Хитър Петър“

Балети
- „Папеса Йоанна“, либрето по едноименния роман на Емануел Роидис (София, 1969)

Кантати
- „Да бъде ден“
- „Добрият ученик“
- „Балада за невестата“

Произведения за пиано
- Три пиеси за пиано: Прелюд, Ноктюрно, Етюд

## За него
- Стършенов, Богомил. Веселин Стоянов. С., 1962.
- Любомир Сагаев. „Книга за балета“, С., ИК „Братя Сагаеви“, 2006
- Любомир Сагаев. „Книга за операта“, С., ИК „Братя Сагаеви“, 2008